# Fernando Azevedo e Silva
Ne doit pas être confondu avec Fernando Azevedo.
Pour les articles homonymes, voir Azevedo.
Fernando Azevedo e Silva (né le 4 février 1954) est un homme politique brésilien et général de l'armée de réserve. Il est ministre brésilien de la Défense pendant la première moitié du mandat du président Jair Bolsonaro de janvier 2019 à mars 2021.

## Parcours
Il obtient son diplôme d'officier d'infanterie le 14 décembre 1976 à l'Académie militaire d'Agulhas Negras et est promu général de l'armée (rang quatre étoiles) le 31 juillet 2014.
Il est assistant du juge en chef de la Cour suprême fédérale Dias Toffoli. Le 13 novembre 2018, il est nommé Ministre de la Défense par le dirigeant d'extrême-droite Jair Bolsonaro, en remplacement d'Augusto Heleno, qui a été nommé à la tête du Bureau de la sécurité institutionnelle. Le 29 mars 2021, il démissionne avec cinq autres ministres.